# (3794) Esténelo
(3794) Esténelo es un asteroide que forma parte de los asteroides troyanos de Júpiter y fue descubierto el 12 de octubre de 1985 por Carolyn Jean S. Shoemaker desde el observatorio del Monte Palomar, Estados Unidos.

## Designación y nombre
Esténelo fue designado al principio como 1985 TF3.
Posteriormente, en 1988, se nombró por Esténelo, un personaje de la mitología griega.

## Características orbitales
Esténelo está situado a una distancia media del Sol de 5,205 ua, pudiendo alejarse hasta 5,963 ua y acercarse hasta 4,447 ua. Su inclinación orbital es 6,062 grados y la excentricidad 0,1456. Emplea 4337 días en completar una órbita alrededor del Sol.

## Características físicas
La magnitud absoluta de Esténelo es 10,4 y el periodo de rotación de 12,88 horas.